# Otto Rehnig
Otto Rehnig (* 3. September 1864 in Hohenleuben; † 29. Oktober 1925 in Berlin) war ein deutscher Architekt.

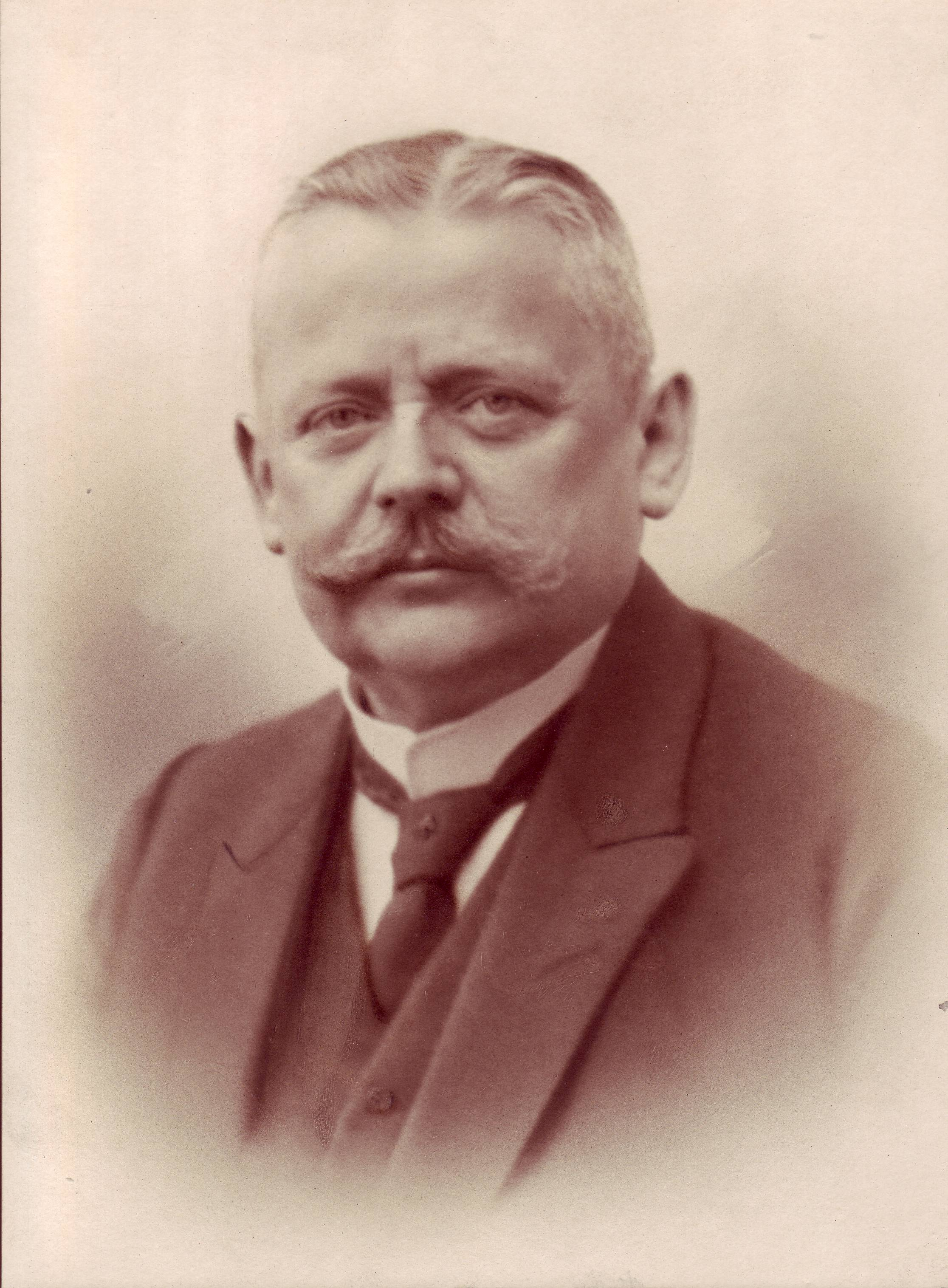
Otto Rehnig (1864–1925), Architekt in Berlin

## Leben
Otto Rehnig absolvierte eine Maurerlehre und besuchte parallel dazu die Baugewerkschule der Technischen Staatslehranstalten Chemnitz. Später studierte er an der Technischen Hochschule (Berlin-)Charlottenburg. Neben diesem Studium war er vom 15. Juni 1890 bis April 1893 als Architekt beim Bau des Berliner Doms tätig (erster Entwurf 1890, Ausführungsentwurf 1891) vom April 1893 bis zur Fertigstellung des Doms als Bürochef der Abteilung I für die künstlerische Ausführung unter Julius Carl Raschdorff beschäftigt.
Später war er – wie auch mehrere andere renommierte Architekten – im Planungsbüro der Bauunternehmung Boswau & Knauer (GmbH, dann AG) angestellt, die als Generalunternehmer sowohl Planung als auch Bauausführung aus einer Hand anbieten konnte und damals zu den Marktführern der Baubranche gehörte.
Nach dem Ende seiner Tätigkeit für Boswau & Knauer betrieb Rehnig ein „Atelier für Architektur“ in Berlin mit Sitz im Haus Bamberger Straße 33 bzw. Innsbrucker Straße 7.
Am 25. Februar 1905 wurde Rehnig der preußische Kronenorden 4. Klasse verliehen.

## Familie
Otto Rehnig war verheiratet mit Antonie geb. Urtel. Aus der Ehe gingen sechs Kinder hervor:
1. Otto Rehnig jun. (* 14. Februar 1894; † 1945 gefallen im Zweiten Weltkrieg), Architekt in Berlin und Posen
2. Arno Rehnig (* 28. Oktober 1895; † 2. Oktober 1917 gefallen im Ersten Weltkrieg), Architekturstudent in Berlin
3. Margarethe Simlinger (* 5. November 1897; † 11. Dezember 1980 in Wien)
4. Alfred Rehnig (* 27. Mai 1903; † 9. August 1991)
5. Marie Rehnig (* 28. August 1905; † 11. März 1993)
6. Emmy Wolfbauer (* 20. Juli 1909; † 30. Juni 2001)

## Werk

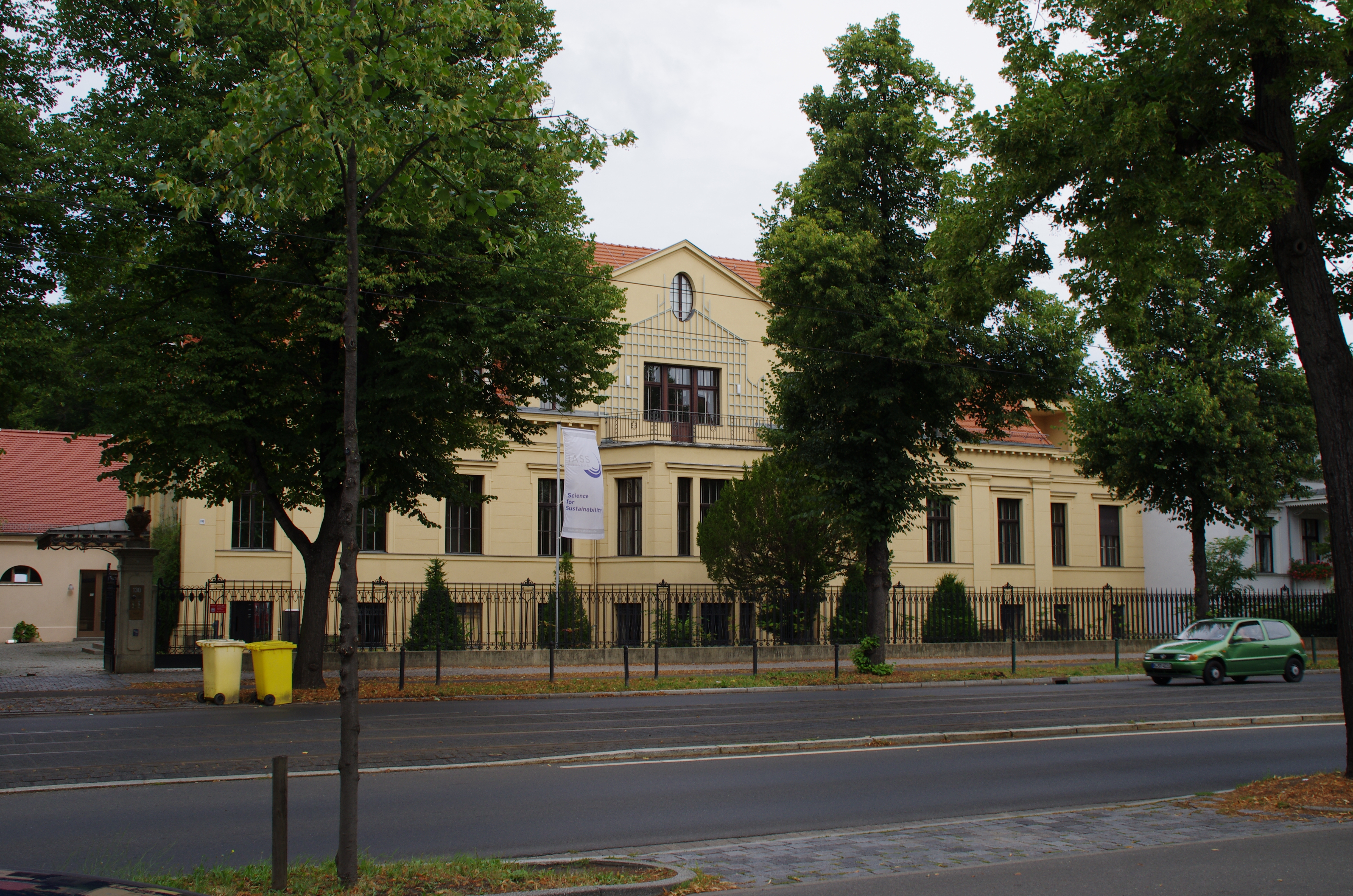
Villa von Kleist in Potsdam, Berliner Straße 130

Otto Rehnig entwarf mehrere bedeutende Hotelbauten, Fabrikgebäude, Büro-, Verwaltungs- und Geschäftshäuser, sowie Villen und andere Wohngebäude.
Die bekanntesten Bauten nach Plänen von Rehnig sind:
- Grand Hôtel Esplanade in Berlin, Bellevuestraße 16–18a (nahe dem Potsdamer Platz), fünfgeschossiger Bau, erbaut 1907–1909 im Stil des Neobarock / Neorokoko, feierliche Eröffnung am 30. November 1908, Bauausführung durch Boswau & Knauer, 1911–1912 erweitert (ebenfalls nach Plänen von Rehnig) durch einen Neubau im Stil der Moderne auf einem benachbarten Grundstück (Anhalter Straße), nach Kriegsschäden nur als Ruine erhalten, Fragmente von Fassade, Kaisersaal und Frühstückszimmer 1996 transloziert, heute Bellevuestraße 1 (Sony Center)[2]
- Hotel Excelsior in Berlin, erbaut 1907–1912 im neobarocken Stil, gleichfalls von Boswau & Knauer, feierliche Eröffnung am 2. April 1908, später nach Plänen von Rehnig erweitert[3][2]
- Fabrikgebäude in Berlin-Neukölln, Sonnenallee 223, erbaut 1916

Die genannten Bauten stehen heute unter Denkmalschutz.
Von Rehnig entworfen wurde auch der 1911 ausgeführte Umbau der Villa von Kleist in Potsdam und des klassizistischen Schlosses Hohenfels in Coburg zu Beginn der 1920er Jahre.

### Werkliste
In der von Rehnig selbst zusammengestellten vier Seiten langen Werkliste (die weiter unten in vier Bilddateien wiedergegeben ist) sind aufgelistet:
- 13 Hotels
- 22 Fabrikgebäude, Büro- und Geschäftshäuser
- 15 Villen, Wohn- und Verwaltungsgebäude
- diverse Theater
- das Krankenhaus in Berlin-Weißensee
- ein Bebauungsplan für Genthin
- 12 preisgekrönte Wettbewerbsentwürfe (darunter der mit einem Ankauf ausgezeichnete, nicht ausgeführte Entwurf für die evangelische Lukaskirche in Chemnitz aus dem Jahr 1898[5])

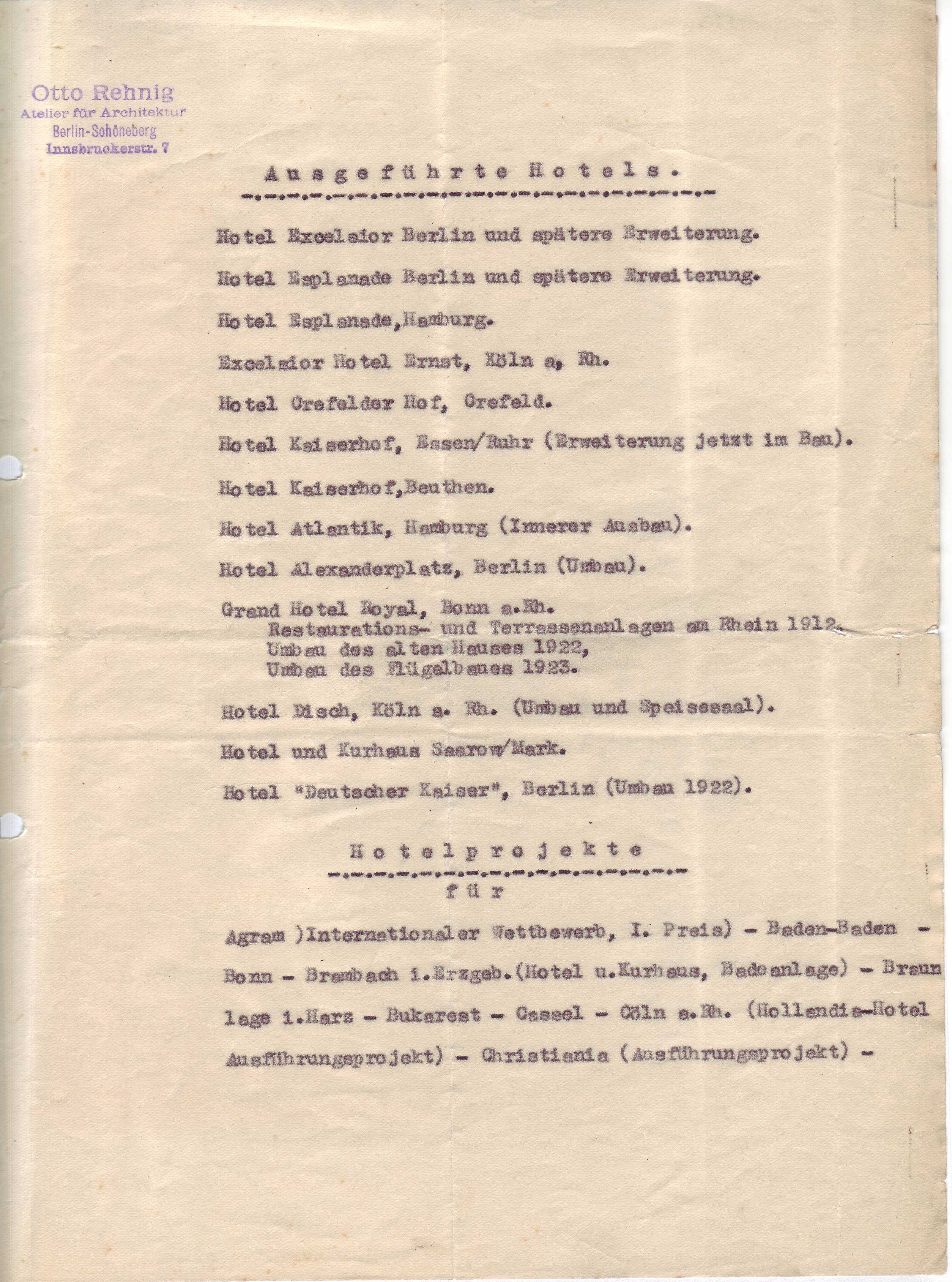
Werkliste Seite 1
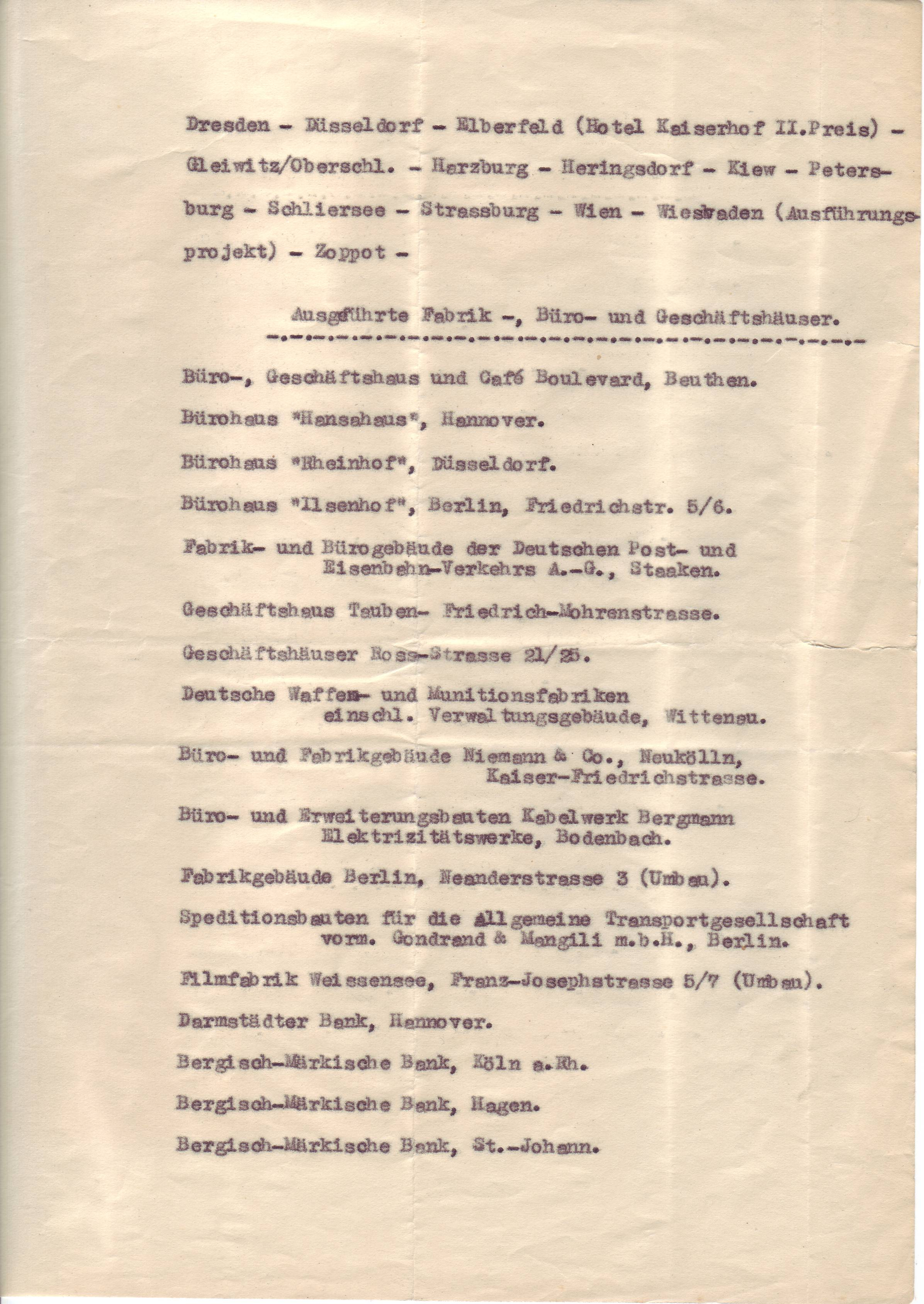
Werkliste Seite 2
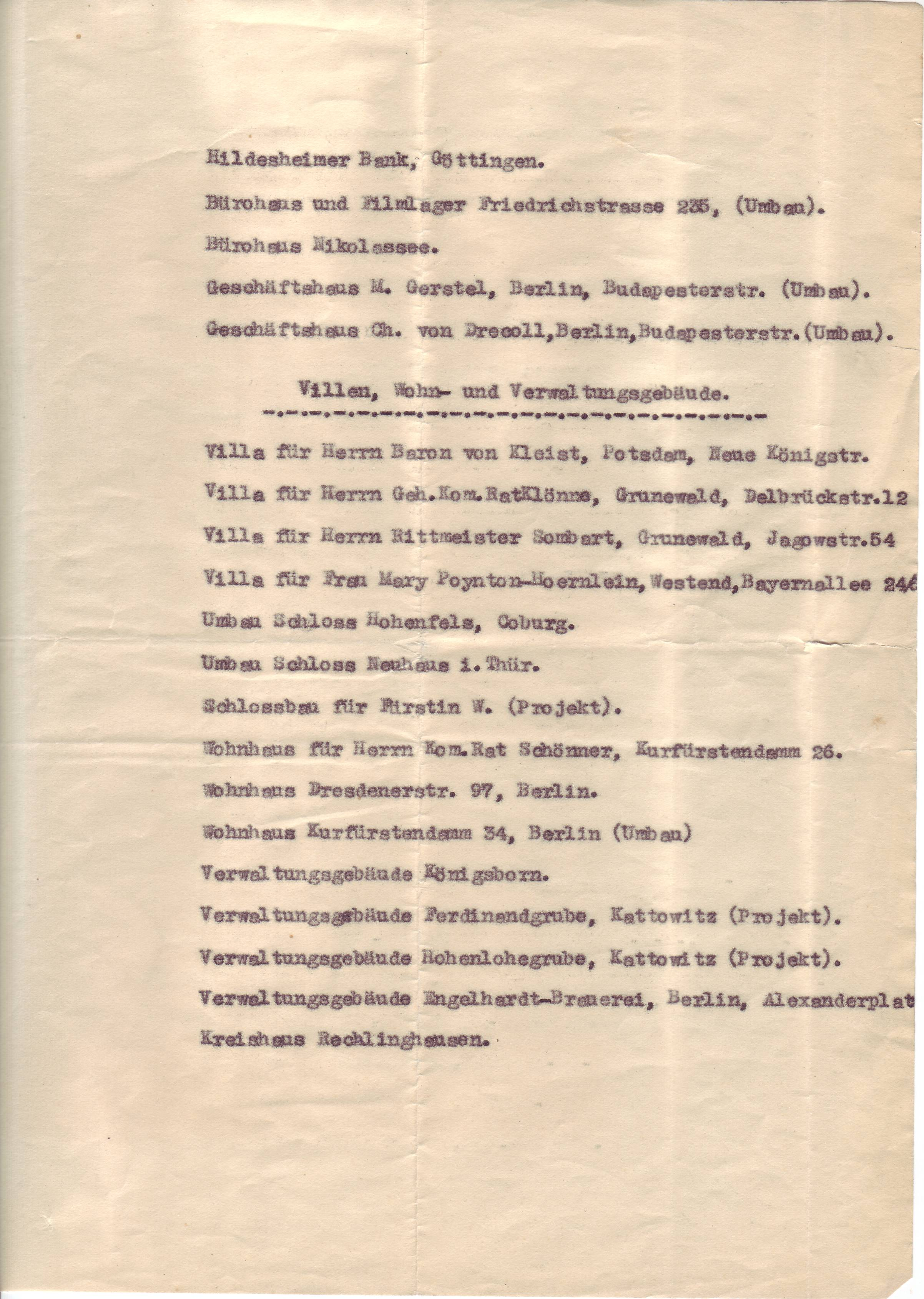
Werkliste Seite 3
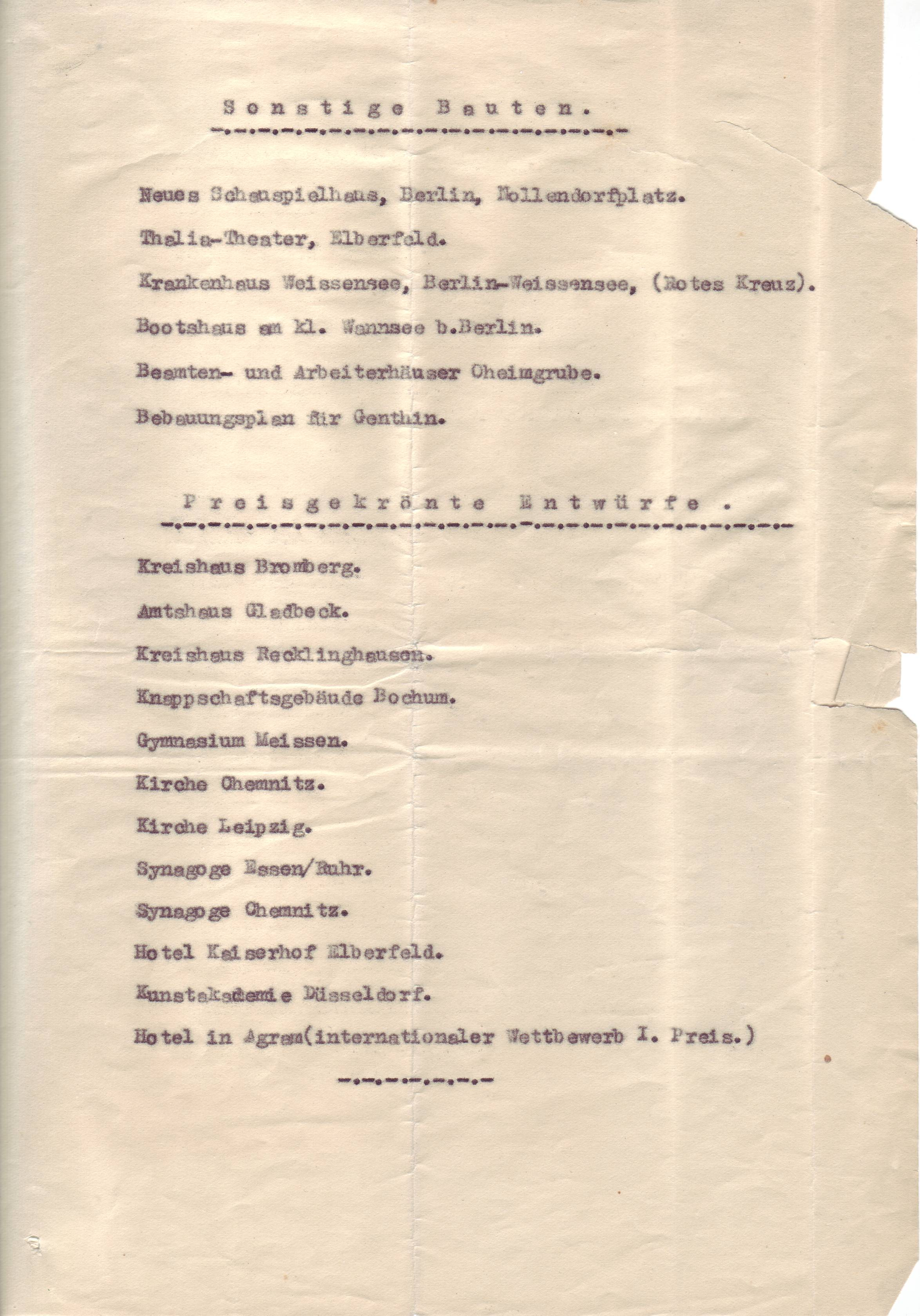
Werkliste Seite 4

### Überreste des Grand Hôtels „Esplanade“

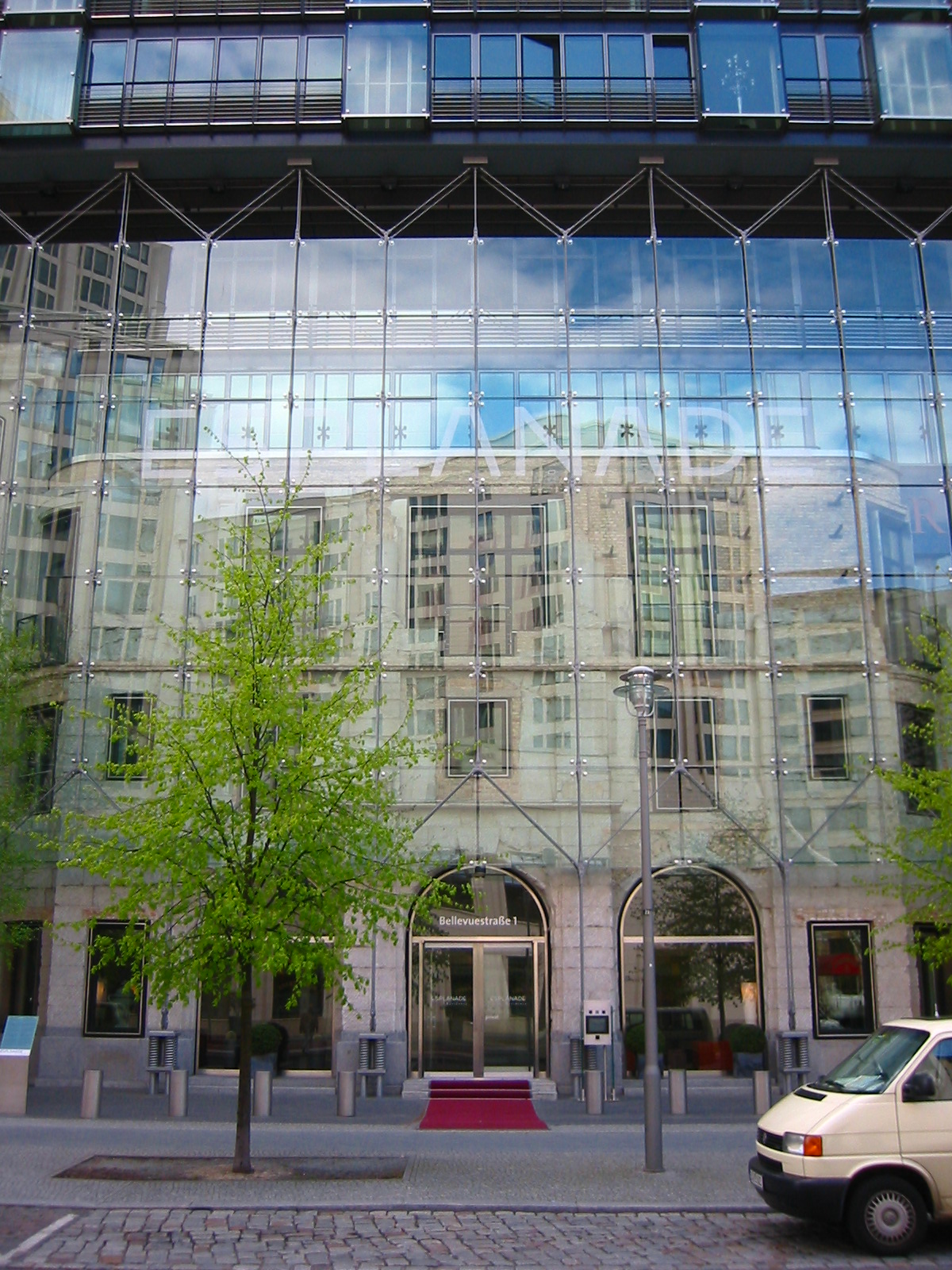
Fassadenfragment
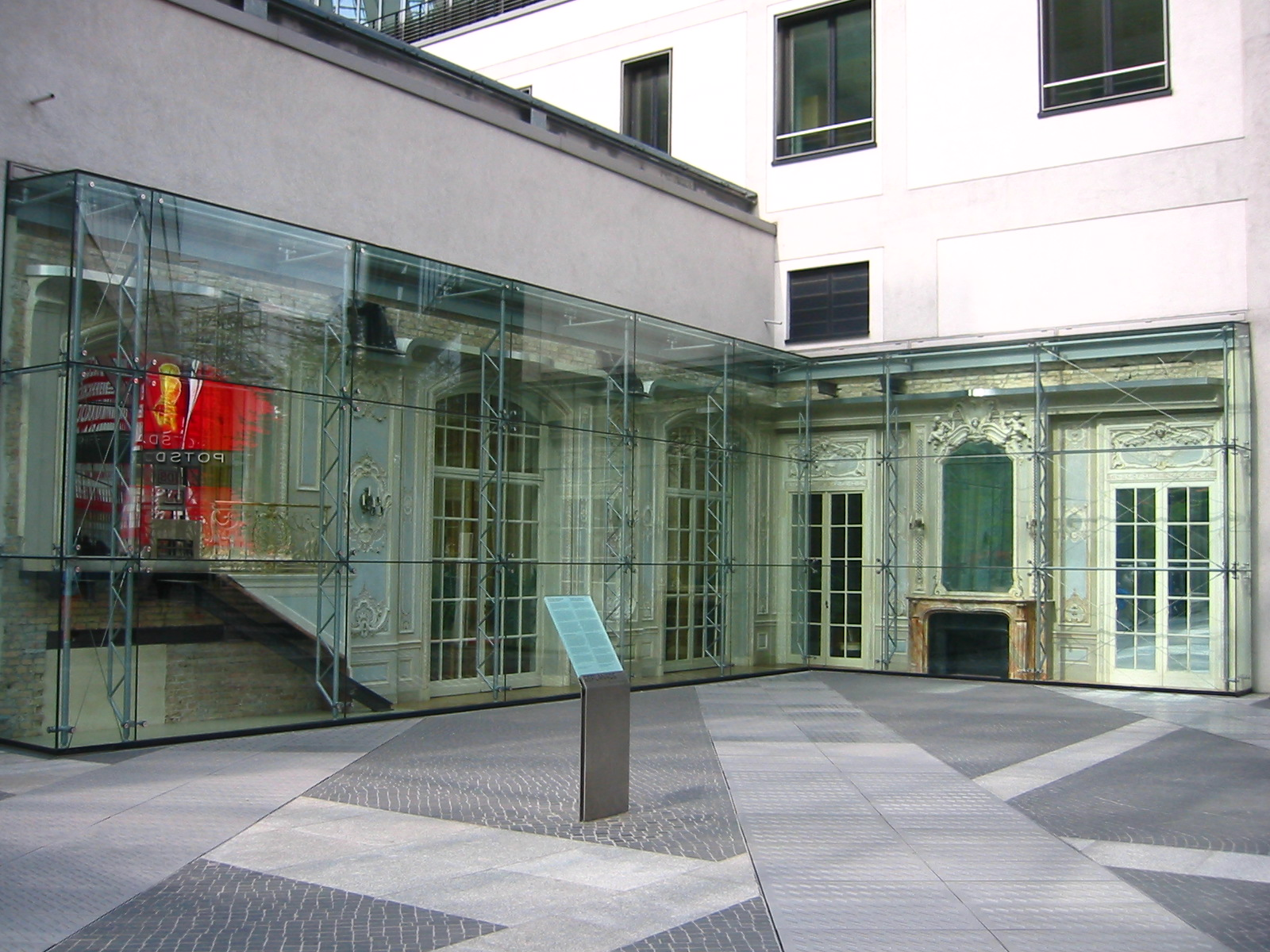
Fragment des Frühstückssaals
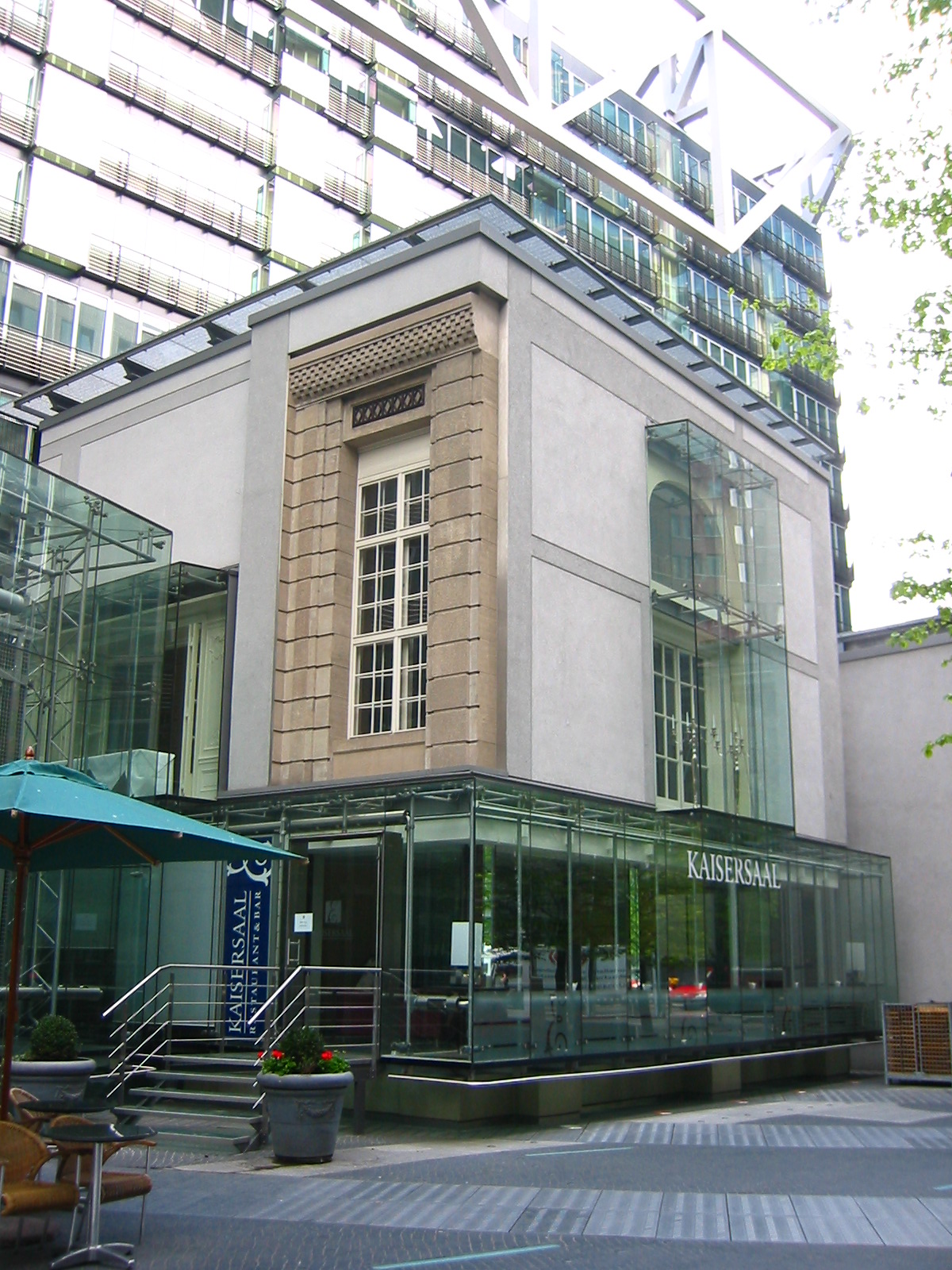
Fragment des Kaisersaals